# Панчаткы
Панчаткы — река в России, протекает по территории Красноселькупского района Ямало-Ненецкого автономного округа. Устье реки находится на 248-м км правого берега реки Таз. Длина реки составляет 21 км. Площадь бассейна — 1430 км².
Образуется при слиянии реки Панча и реки Панчаткыщитчар на высоте 8 м нум. Впадает в Таз с правого берега на высоте 6 м нум. Общее падение реки — 2 м.
Скорость течения — 0,4 м/с. Ширина русла — 64 м, глубина 10 м, дно песчаное.

## Данные водного реестра
По данным государственного водного реестра России относится к Нижнеобскому бассейновому округу, водохозяйственный участок реки — Таз, речной подбассейн реки — Подбассейн отсутствует. Речной бассейн реки — Таз.
Код водного объекта в государственном водном реестре — 15050000112115300070134.